# Jamesia duofasciata
Jamesia duofasciata là một loài bọ cánh cứng trong họ Cerambycidae.